# Florence Dias Looten
Florence Dias Looten est une peintre française originaire de Bergues (Nord).

## Parcours
Elle a suivi ses études artistiques à l'école des beaux-arts de Dunkerque.

## Expositions personnelles
- 1985 : Nemours (Seine-et-Marne)
- 1990 : Ferrières (Loiret)
- 1993 : Valençay (Indre), Saint-Aignan (Loir-et-Cher)
- 1996 : Saerbeck (Allemagne), Bergues (Nord)
- 1998 : Nice (Alpes-Maritimes), Courtenay (Loiret), Phnom Penh (Cambodge), Luxembourg (Luxembourg)
- 1999 : Ferrières (Loiret)
- 2000 : Saint-Aignan (Loir-et-Cher), Montcourt-Fromonville (Seine-et-Marne)
- 2001 : Saint-Marcel (Indre)
- 2002 : Saint-Jean-le-Blanc (Loiret), Sarlat (Dordogne), Châteauroux (Indre), Saerbeck (Allemagne)
- 2003 : Jargeau (Loiret), Saint-Domingue (République dominicaine)

## Participations et distinctions
- Sociétaire et médaille de bronze des artistes français
- Salon d'art contemporain à Washington et Chicago (États-Unis)
- Médaille de bronze d'Art Science et Lettre
- Médaille d'argent du Mérite et Dévouement français
- Prix Marcel-Sandoz de la Fondation Taylor, Paris
- Prix du conseil régional à Orléans (Loiret)
- Prix des conseils généraux à Blois (Loir-et-Cher) et Valençay (Indre)